# Тувалу на Олимпийских играх
Спортсмены Тувалу впервые приняли участие в летних Олимпийских играх в 2008 году на играх в Пекине, где страну представляли 2 мужчины и 1 женщина, принимавшие участие в состязаниях по лёгкой (2 человека) и тяжёлой (1 человек) атлетике. В 2012 году на играх в Лондоне страну также представляли 2 мужчины и 1 женщина, принимавшие участие в соревнованиях по тяжёлой атлетике (1 человек) и по лёгкой атлетике (2 человека). Наконец, на играх в Рио-де-Жанейро 2016 года Тувалу представлял один легкоатлет.
В зимних Олимпийских играх спортсмены Тувалу участия не принимали. Тувалу никогда не завоёвывала олимпийских медалей.
Национальный олимпийский комитет Тувалу был создан в 2004 году и признан МОК в 2007 году.

## Таблица медалей

### Летние Олимпийские игры
| Игры                | Спортсменов                                    | Золото                                         | Серебро                                        | Бронза                                         | Всего                                          | Место                                          |
| ------------------- | ---------------------------------------------- | ---------------------------------------------- | ---------------------------------------------- | ---------------------------------------------- | ---------------------------------------------- | ---------------------------------------------- |
| 2008 Пекин          | 3                                              | 0                                              | 0                                              | 0                                              | 0                                              | —                                              |
| 2012 Лондон         | 3                                              | 0                                              | 0                                              | 0                                              | 0                                              | —                                              |
| 2016 Рио-де-Жанейро | 1                                              | 0                                              | 0                                              | 0                                              | 0                                              | —                                              |
| 2020 Токио          | 2                                              | 0                                              | 0                                              | 0                                              | 0                                              | —                                              |
| 2024 Франция        | на данный момент нет подтвержденных участников | на данный момент нет подтвержденных участников | на данный момент нет подтвержденных участников | на данный момент нет подтвержденных участников | на данный момент нет подтвержденных участников | на данный момент нет подтвержденных участников |
| Итого               | Итого                                          | 0                                              | 0                                              | 0                                              | 0                                              |                                                |

## Количество участников на летних Олимпийских играх
| Вид спорта        | 2008 | 2012 | 2016 | Всего |
| ----------------- | ---- | ---- | ---- | ----- |
| Лёгкая атлетика   | 2(1) | 2(1) | 1    | 4(1)  |
| Тяжёлая атлетика  | 1    | 1    |      | 2     |
| Всего спортсменов | 3(1) | 3(1) | 1    | 6(1)  |

- в скобках приведено количество женщин в составе сборной